# Osiedle Wyciąże
Osiedle Wyciąże – obszar Krakowa wchodzący w skład Dzielnicy XVIII Nowa Huta.
W Wyciążach ma swoją siedzibę klub LKS Błyskawica oraz jednostka OSP Wyciąże. Znajduje się tam również Szkoła Podstawowa im. Stanisława Wyspiańskiego nr 140.

## Historia
Wzmiankowane w XII wieku – wieś zapisana została kapitule krakowskiej przez Burnę, żonę biskupa wrocławskiego, Ogiera. Mimo iż pierwsza informacja o wsi pochodzi z 1338 r., odnaleziono ślady kultury prehistorycznej oraz pozostałości osadnictwa z VII i XIII wieku. Od powstania do XVIII wieku wieś była własnością kapituły krakowskiej (Wyciąże liczyło wtedy 400 mieszkańców, 70 domów, dwór, 2 karczmy i młyn), następnie należała kolejno do skarbu państwa austriackiego i do rodziny Wodzickich, którzy zarządzali miejscowym obszarem dworskim do 1945 r. w XIX wieku powstał nieistniejący już dworek – własność rodu Szumlańskich a następnie Wójcików. Wyciąże zostało przyłączone do Krakowa w 1973 r.
Podczas badań archeologicznych odkryto w Wyciążach ok. 1900 r. znacznych rozmiarów miecz brązowy, datowany na l. ok. 1300 - 1100 p.n.e. Był on importem pochodzącym prawdopodobnie z terenów węgierskich i stanowił zapewne własność kogoś ze starszyzny rodowej. W wyniku prac wykopaliskowych prowadzonych w l. 1949 - 1957 znaleziono natomiast glinianą figurkę o wyeksponowanych cechach postaci kobiecej, datowaną na l. ok. 2000 - 1600 p.n.e. Ważnym znaleziskiem były też formy odlewnicze używane do odlewania przedmiotów z brązu, pochodzące z l. ok. 1300 - 900 p.n.e. W Wyciążach znaleziono również datowane na ok. I w. p.n.e. pozostałości pieca do wytopu żelaza (dymarka). Jest to najstarszy tego typu obiekt w Małopolsce.